# 済公

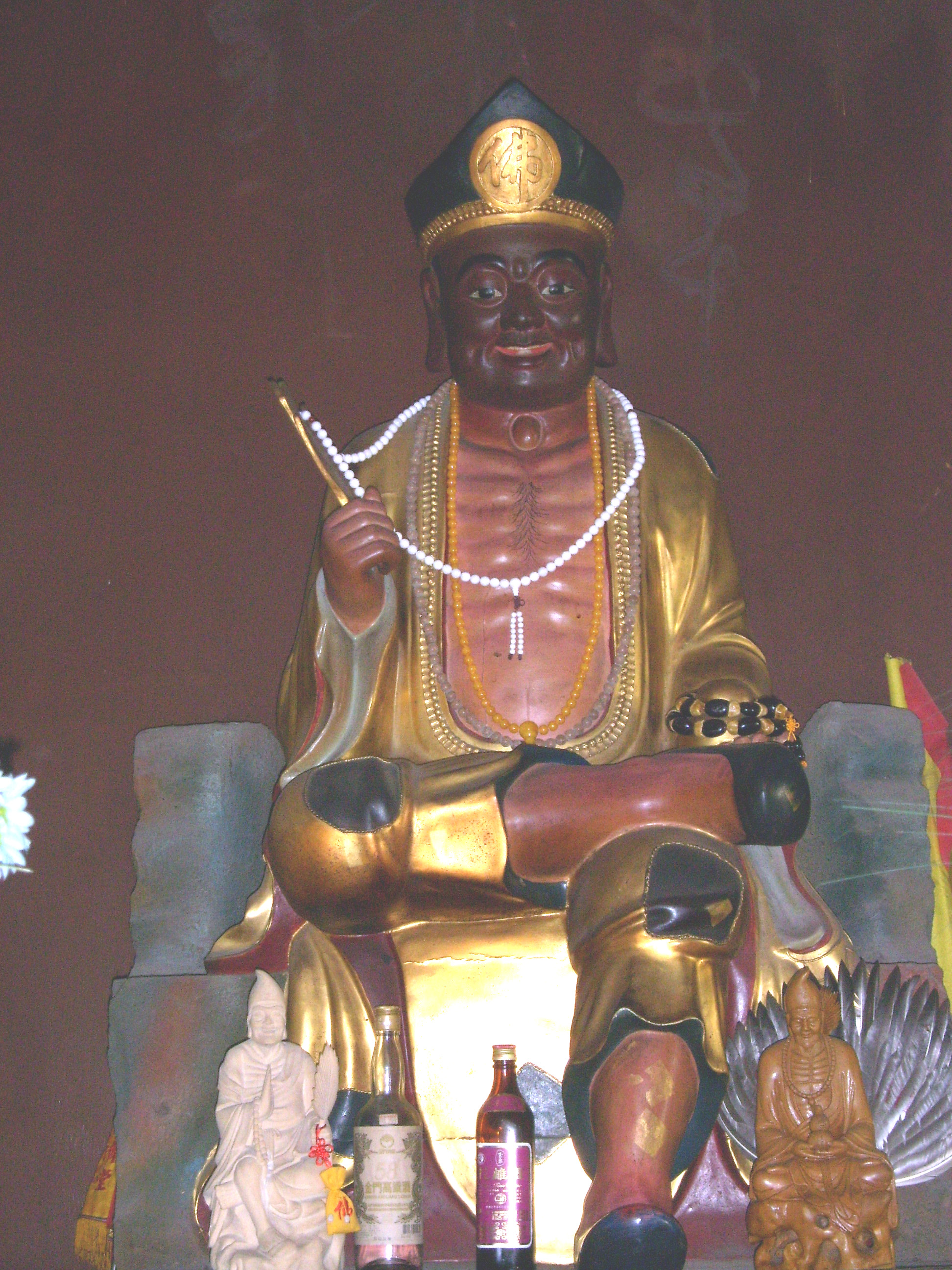
虎跑泉の済公像

済公（さいこう、紹興18年12月8日（1149年1月19日）- 嘉定2年5月14日（1209年6月17日））は、南宋の杭州（当時の臨安府）の臨済宗の僧。実際の戒名は道済（どうさい）という。戒律を守らず、風狂で知られ、なかば伝説的な存在として後世の小説や語り物の主人公となり、また仏教を離れて民間信仰の対象となった。
済公活仏、済顛、済書記など、さまざまな呼び名で知られ、現在も中華圏で人気のある人物である。

## 実在の人物
道済については同時代の記録が多く残っており、実在の人物であることは明らかである。道済の知人であった居簡の「湖隠方円叟舎利塔銘」によると、道済は湖隠とも方円叟とも言った。俗姓は李であり、天台出身の臨海郡尉であった李遵勗（諡は和文、太宗の娘の献穆帝姫の夫）の来孫にあたる。霊隠寺で仏海禅師（瞎堂慧遠）の弟子になった。嘉定2年5月14日（1209年6月17日）に浄慈寺で没した。各地を旅行し、酒を飲んだという。
道済ははやくから顛狂で知られ、その没後間もない13世紀の禅僧の語録に、しばしば「済顛」の名であらわれる。運庵普巌（1156-1226）の語録にある「賛仏祖」では「済顛書記」を観音大士・達磨大師・百丈大師・布袋和尚と並べて賛嘆しており、すでに伝説の人になっていたようである。また、天童如浄（1163-1228）の語録にも「讃仏祖」があり、その「済顛」詩には、「天台山裏五百牛、跳出顛狂者一頭。賽尽煙花瞞尽眼、尾巴狼藉転風流。」と詠まれている。これは後に済公を五百羅漢の生まれかわりとする伝説を生んだ。
道済が作ったとされる詩文は『浄慈寺志』や『台山梵響』（台山出身者の詩集）に残されているが、いずれも清の時代の書である。

## フィクション
済公を主人公とした小説として、現存最古のものに『銭塘湖隠済顛禅師語録』（略称『済顛語録』、1569年刊）がある。これは済公の語録の形を取っているが、内容はフィクションである。
明末から清にかけて、『醉菩提全伝』（全20回の白話小説）など、多くの小説が書かれた。とくに流行した清末の『済公全伝』は、全240回の章回小説で、分類上は神魔小説であるが、『三侠五義』のような公案小説・武侠小説の影響を強く受けている。済公を飲酒・肉食する破戒坊主だが、神通力を持ち、悪を懲らし病人を治す民衆の味方として描いた。
中華人民共和国・香港・台湾で、多くの映画やテレビドラマが作られている。1993年のジョニー・トーの映画『マッド・モンク 魔界ドラゴンファイター』ではチャウ・シンチーが済公を演じた。

## 民間信仰の対象
済公は仏教を越えて道教的な民間信仰の対象として信仰されている。済公ゆかりの地とされる杭州市の霊隠寺・浄慈寺・虎跑泉や天台県などには済公をまつる廟堂がある。台湾でも高雄市旗山区の鳳山寺にある巨大な済公像をはじめ、済公を祀る所は多い。一貫道でも祀られている。
済公の姿形は一定しないが、多くは服をだらしなく着て、帽子をかぶり、首から巨大な数珠を下げ、破れた扇やひょうたんを手にしている。
日本では台湾鳳凰山指玄堂釧路分院が置かれ済公像が鎮座している。